# Îlet Essondale
L'îlet Essondale est une petite île de Colombie-Britannique sur le Fraser.

## Géographie
Elle se situe entre le Port Mann bridge et Coquitlam, derrière l'île Tree. 